# ديك الأشعث
ديك الأشعث؛ أو حياة الشوارع في نيويورك مع ملمعي الأحذية (بالإنجليزية: Ragged Dick; or, Street Life in New York with the Boot Blacks)‏ هي رواية بقلم هوراشيو ألجر ونشرها بشكل مسلسل وهو طالب وزميل دراسة في عام 1867، وأصدرها بشكل رواية كامل في مايو 1868 من قبل ثم الناشر أيه كي لورينغ. وهي القصة الأولي في ستة قصص ضمن سلسلة ديك الأشعث، وأصبحت من أكثر الكتب مبيعا. تتكلم الرواية ارتقاء منظف أحذية فقير نحو الطبقة الوسطى في مدينة نيويورك في القرن التاسع عشر. وحظيت باستقبال حسن. ذكر الطلاب وزملاء الدراسة أنهم استمتعوا بقراءة الحلقة الأولى، وفكرت مجلة بوتنام أن الأولاد سيحبون الرواية. ويرى أحد الباحثين الحديثين أن قصة هي «أدب صبياني» عن استيعاب الطبقات. تكررت هذه الحبكة والمواضيع تقريبا في روايات ألجر اللاحقة وأصبح مادة للساخرين والهجائيين. اقتبست هذه الرواية (مع رواية ألجر الأخرى صبي مكتب سيلاس سنوبدن) إلى الكوميديا الموسيقية شاين! في عام 1982.

## روابط خارجية
- ديك الأشعث على موقع الموسوعة البريطانية (الإنجليزية)